# Tanfoglio T95半自動手槍
Tanfoglio戰鬥型或標準型半自動手槍（英語：Tanfoglio Combat or Standard）又稱T（A）-95或EAA證人鋼鐵半自動手槍（英語：EAA Witness Steel）是由意大利加尔多内瓦尔特龙皮亚近布雷西亚的Tanfoglio公司仿製及改進自CZ 75與CZ 85以後生產的一系列半自動手槍，發射9×19毫米帕拉貝倫、大口徑至.45 ACP、小口徑至.22 LR的各式子彈。
Tanfoglio戰鬥／標準型是在1997年推出。這款手槍藉由歐美軍械庫公司（EAA）進口到美國，並且命名為“Witness Steel”。

## 設計細節

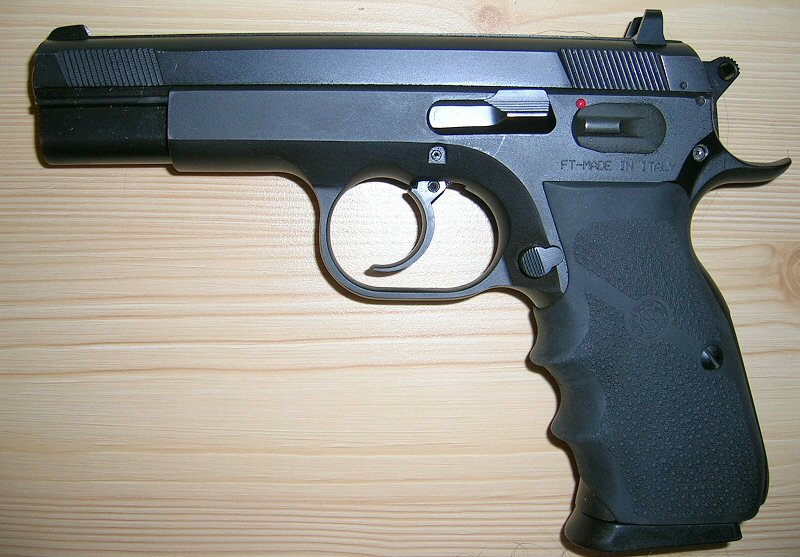
採用烤藍表面處理和售後市場握把的Tanfoglio T95戰鬥型9毫米半自動手槍。

Tanfoglio戰鬥／標準型是由生產商親自對著名的CZ 75手槍設計的仿製及改進型號。Tanfoglio在CZ以前對該槍型導入了擊針阻塊，而其操作方式亦與現代CZ的型號不同。擊針阻塊保持在向上的位置，直到扳機被扣動以前都阻止撞針伸出孔外。扣動扳機時會降下擊針，可讓擊針移動。結果，擊針阻塊讓整體扳機操作都得到改進（CZ的設計是當扣動扳機時，主動推開阻塊，導致扳機扣力增加）。白朗寧風格的保險得到了改進，可在擊錘待擊或降下時進行上／解鎖操作（CZ只可在擊錘待擊時才能進行操作）。其底把藉由省略彈匣制動器得到簡化，以減少複雜性以及簡化加工。Tanfoglio戰鬥／標準型提供了多個全尺寸型、緊湊型和袖珍型手槍底把尺寸衍生型。鋼製表面可採用軍用烤藍型、拋光“驚異”型、藍色“驚異”型或硬鍍鉻型等多個表面處理。
Tanfoglio戰鬥／標準型是一把採用了槍管短行程後座操作（使用白朗寧大威力式無絞鏈傾斜槍管）、後膛閉鎖式半自動手槍。所有T95標準和戰鬥型都具有單動和雙動式操作的能力。
T95戰鬥型具有兩手靈巧的裝設於底把式戰鬥“開關”式手動保險裝置，可用阻鐵以上鎖，使扳機無法向後扣動；同時還裝有內置式擊針阻塊保險裝置，用於阻止擊針向前行進。手動保險可讓戰鬥型的擊錘待擊以下攜帶（這配置稱為條件1），只需將保險解鎖即可使用。
T95標準型具有裝在套筒以上的擊錘降下保險／待擊解脫桿（均為兩手靈巧）。與大多數其他的半自動手槍型號不同，而類似於瑞士SIG P210的是，Tanfoglio戰鬥／標準型的套筒導軌是從外側整個「嵌」入套筒外側的導槽內而非「騎」在以外。這樣非常緊密結構能夠減少滑套的橫向鬆動、加強槍管閉鎖以及降低槍膛軸線，從而有利於提升精度。少數的缺點是在手動操作滑套時，必須施力在合適的部位，以免被滑套座上部擠傷。裝在套筒以上的保險／解脫桿的新型套筒可作為原廠選裝配件。大多數衍生型具有三點式固定機械瞄具，可作風偏調整，以提高可視度。Tanfoglio戰鬥／標準型以可拆卸式大容量雙排彈匣為標準供彈具。

### 彈匣
Tanfoglio戰鬥／標準型半自動手槍的可拆卸式彈匣容量因從可裝填彈數到上膛彈數，以及Tanfoglio戰鬥／標準型半自動手槍衍生型的精確性而異。從技術上而言，握把（及在其以內的彈匣插槽）的長度決定了可用的最短彈匣長度和最小彈匣容量。然而，手槍彈匣的最大容量也可能受到某些司法管轄區的法律所限制。
在較新型的手槍之中，其彈匣在手槍以內的高度比舊彈匣要高出2毫米（0.079英寸），以使彈藥更靠近膛室以後的供彈坡道。德國Tanfoglio公司為他們的客戶免費提供所需的更換部件，以使舊型手槍裝上彈匣以後的位置較以前要高，以解決供彈問題。
Tanfoglio和歐美軍械庫公司提供以下容量的可拆卸式彈匣：
| 彈匣容量 （即彈匣內多少發） | 7 | 9 | 10 | 11 | 12 | 13 | 14 | 15 | 16 | 18 |
| 9×19公釐帕拉貝倫彈          | — | — | —  | —  | 12 | —  | —  | 15 | 16 | 18 |
| 9×21毫米IMI                 | — | — | —  | —  | 12 | —  | —  | 15 | 16 | 18 |
| .38超級彈                   | — | — | —  | —  | 12 | —  | —  | —  | 16 | 18 |
| .40 S&W                     | — | 9 | —  | 11 | 12 | 13 | 14 | 15 | —  | —  |
| 10毫米Auto                  | 7 | — | 10 | 11 | —  | —  | —  | 15 | —  | —  |
| .45 ACP                     | 7 | 9 | 10 | —  | —  | —  | —  | —  | —  | —  |
| .22 LR                      | — | — | 10 | —  | —  | —  | —  | —  | —  | —  |

另外還有“半原廠”零件和改裝彈匣可用於優化Tanfoglio手槍在實戰射擊競賽和其他比賽槍械以上使用時的表現。

### 與CZ 75的顯著差異
Tanfoglio戰鬥／標準型和CZ 75之間的最大區別是彈膛與口徑；當CZ 75僅有9×19毫米帕拉貝倫、.40 S&W和.22 LR（在其Kadet型號時），Tanfoglio戰鬥／標準型卻可在9×19毫米帕拉貝倫、9×21毫米IMI、.38超級彈、.40 S&W、10毫米Auto、.45 ACP和.22 LR之間轉換口徑。
為了在膛徑之間轉換，只需要拆除和裝上適當的槍管／套筒／緩衝彈簧（“頂端”）組件和插入相應的彈匣。這使得使用者可以在數秒鐘內，從9×19毫米魯格彈轉換為.38超級彈或10毫米Auto子彈轉換為.45 ACP子彈，換句話說，從一種口徑轉換到另一種口徑，可讓射手得到在一個序列化底把以上使用多個口徑的靈活性。頂端套件一應俱全，而且成本不到完整的手槍價格的一半。這種轉換功能的另一個好處是，每個口徑的變化都與手槍下部的任何定製扳機、槍托等配件相互獨立。這使得射手可以廉價和無處不在的.22 LR口徑彈藥進行射擊訓練，然後轉換頂端組件並準備好用於“社交攜帶”或競賽，期間無需改變人體工程學或指向感覺。
可互換的頂端組件所提供的另一個功能是不同的套筒與槍管長度。標準型底把上可裝上長度較短的“緊湊型”頂端，反之亦然。因此，最通用的緊湊型底把可以使用所有長度的套筒以及緊湊型和標準型彈匣。
由於其較大型的彈匣寬度，Tanfoglio戰鬥／標準型半自動手槍對於手掌較小的射手而言可能有些不舒服，但售後市場握把可以把其握把做得有如M1911手槍一樣薄，同時在.45 ACP口徑時比後者多裝填3發。此外，其鋼鐵版本比其他生產商，比如黑克勒&科赫和格洛克製造的複合材料和手槍更沉重，但這種重量的增加也會降低可感後座力。各型號的精度各不相同，但Tanfoglio戰鬥／標準型半自動手槍的精度與其他半自動手槍類似。該槍亦有著原廠被動的衍生型，比如黃金、黃金比賽、限制容量和戰鬥運動版本（在美國被命名為“證人精英”型）。
有部份型號配備了一條整體式MIL-STD-1913戰術導軌。雖然這樣的導軌可以用於安裝戰術附件（主要是雷射瞄準器），但是它們亦增加了底把的尺寸；即使在沒有安裝戰術附件的情況以下，也不能使用許多普通的槍套（例如M1911型手槍）。相比以下，同樣配備了整體式戰術導軌的Tanfoglio Force卻沒有這問題。

## 衍生型
與Tanfoglio Force半自動手槍一樣，Tanfoglio戰鬥／標準型製有多個衍生型。以下在膛徑以後、括號之間的數字是表示各個衍生型的標配彈匣的彈藥容量（=彈匣以內的裝彈數量+彈膛以內的裝彈數量）。
以下還有一張表格以供快速參考，每個型號都列出了其各個膛徑的彈藥容量。
| 衍生型     | 9×19毫米魯格彈 | 9×21毫米IMI | .38超級彈 | .40 S&W | 10毫米Auto | .45 ACP |
| 戰鬥型     | 16             | 16          | 17        | 14      | 11         | 10      |
| 戰鬥運動型 | 16             | 16          | 17        | 12      | 11         | 10      |
| 緊湊型     | 13             | 13          | 13        | 11      | 11         | 8       |
| 攜帶型     | 16             | 16          | —         | 12      | —          | —       |
| 標準型     | 16             | 16          | 17        | 14      | 11         | 10      |
| 緊湊標準型 | 13             | 13          | 13        | 11      | 11         | 8       |
| 攜帶標準型 | 16             | 16          | —         | 12      | —          | —       |
| L型        | 15             | 15          | 17        | 12      | 11         | 10      |

### 戰鬥型
為全尺寸自衛手槍，裝有鋼製底把和大容量彈匣。該手槍具有裝在底把以上的“待擊及鎖定”保險、自動擊針保險、雙動操作扳機、標準可逆式彈匣扣、標準擊錘、三點式瞄準具和標準彈匣。戰鬥型的可用膛徑為9×19毫米帕拉貝倫彈（16）、9×21毫米IMI（16）、.38超級彈（17）、.40 S&W（14）、10毫米Auto彈（11）和.45 ACP（10）。

### 戰鬥運動型
為動作射擊及自衛為主的全尺寸手槍，同樣裝有鋼製底把和大容量彈匣。該手槍亦具有裝在底把以上的“待擊及鎖定”保險、自動擊針保險、雙動操作扳機、標準可逆式彈匣扣、標準擊錘、三點式瞄準具和標準彈匣。戰鬥運動型的可用膛徑為9×19毫米帕拉貝倫彈（16）、9×21毫米IMI（16）、.38超級彈（17）、.40 S&W（12）、10毫米Auto彈（11）和.45 ACP（10）。

### 緊湊型
為自衛為主的緊湊型尺寸手槍，裝有鋼製底把和小容量彈匣。該手槍具有裝在底把以上的“待擊及鎖定”保險、自動擊針保險、雙動操作扳機、標準可逆式彈匣扣、標準擊錘和三點式瞄準具。緊湊型的可用膛徑為9×19毫米帕拉貝倫彈（13）、9×21毫米IMI（13）、.38超級彈（13）、.40 S&W（11）、10毫米Auto彈（11）和.45 ACP（8）。

### 攜帶型
為自衛為主的袖珍型尺寸手槍，裝有鋼製底把和小容量彈匣。該手槍具有雙動操作扳機、圓形扳機護環底把、標準可逆式彈匣扣、延長型海狸尾、標準保險、標準擊錘、橡膠握把、三點式瞄準具和標準彈匣。攜帶型的可用膛徑為9×19毫米帕拉貝倫彈（16）、9×21毫米IMI（16）和.40 S&W（12）。

### 標準型
為自衛為主的全尺寸手槍，裝有鋼製底把和大容量彈匣。該手槍具有裝在套筒以上的“擊錘防掉落保險／待擊解脫系統”保險、雙動操作扳機、標準可逆式彈匣扣、標準擊錘、三點式瞄準具和標準彈匣。標準型的可用膛徑為9×19毫米帕拉貝倫彈（16）、9×21毫米IMI（16）、.38超級彈（17）、.40 S&W（14）、10毫米Auto彈（11）和.45 ACP（10）。

### 緊湊標準型
為自衛為主的緊湊型尺寸手槍，裝有鋼製底把和小容量彈匣。該手槍具有裝在套筒以上的“擊錘防掉落保險／待擊解脫系統”保險、雙動操作扳機、標準可逆式彈匣扣、標準擊錘和三點式瞄準具。緊湊標準型的可用膛徑為9×19毫米帕拉貝倫彈（13）、9×21毫米IMI（13）、.38超級彈（13）、.40 S&W（11）、10毫米Auto彈（11）和.45 ACP（8）。

### 攜帶標準型
為自衛為主的袖珍型尺寸手槍，裝有鋼製底把和小容量彈匣。該手槍具有裝在套筒以上的“擊錘防掉落保險／待擊解脫系統”保險、雙動操作扳機、圓形扳機護圈底把、標準可逆式彈匣扣、延長型海狸尾、標準保險、標準擊錘、橡膠握把、三點式瞄準具和標準彈匣。攜帶標準型的可用膛徑為9×19毫米帕拉貝倫彈（16）、9×21毫米IMI（16）和.40 S&W（12）。

### L型

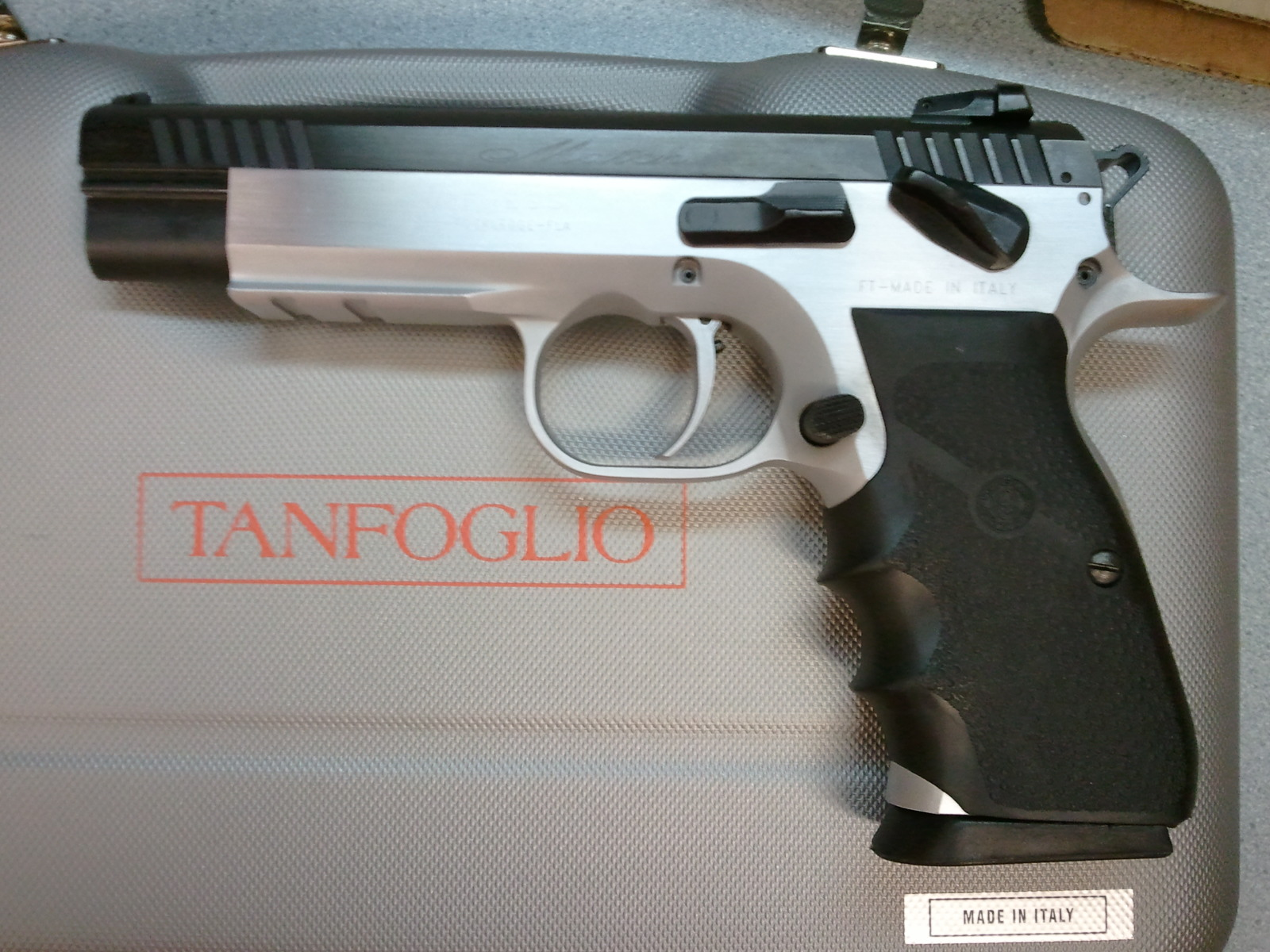
Tanfoglio T95 L型10毫米Auto口徑手槍。

為目標及動作射擊為主的全尺寸手槍，同樣裝有鋼製底把和大容量彈匣。該手槍具有長套筒、雙動操作扳機、圓形扳機護圈底把、標準可逆式彈匣扣、延長型海狸尾、延長型保險、標準擊錘、橡膠握把、超級瞄準具（可調千分尺照門）、燕尾槽準星和標準彈匣。L型的可用膛徑為9×19毫米帕拉貝倫彈（15）、9×21毫米IMI（15）、.38超級彈（17）、.40 S&W（12）、10毫米Auto彈（11）和.45 ACP（10）。

## 在美國的零件供應情況
由於進口到美國的手槍數量有限，而且它們的受歡迎程度，Tanfoglio戰鬥／標準型半自動手槍比一些類似的手槍更難找到零件（雖然購入價格相對的便宜）。大部分零件，比如槍管或口徑轉換套件都只能通過美國進口商，歐美軍械庫公司獲得。而亨寧·沃格倫（Henning Wallgren）、Tanfoglio贊助的職業選手以及進化槍廠（EGW）、Mec-Gar彈匣工廠和沃爾夫槍械彈簧工廠（Wolff Gunsprings）等零件生產商都提供了該槍的一些售後市場部件。

## 流行文化

### 电影
- 1995年—：由食人族人Junior Angel（艾文·布莱纳飾演）所使用。
- 2003年—：由史提夫（爱德华·诺顿飾演）用以威脅「俊男」羅布。

### 电子游戏
- 2012年—：型號為限量黃金團隊型，為預購武器，預設裝上消聲器，命名為「Bartoli Custom」，只能在網上合約模式中使用。

## 資料來源
1. ↑  .   [2017-12-09]. （原始内容存档于2008-01-16）.

## 外部連結
- Tanfoglio Forum
- （意大利文）—官方网站
  - （英文）—官方网站
- （英文）—European American Armory Corporation company website** （英文）—Tanfoglio/EAA Witness manual
  - （英文）— （页面存档备份，存于）
- （英文）—Tanfoglio T95 "Standard" and "Combat" / EAA Witness pistol (Italy) at World Guns Modern Firearms & Ammunition（页面存档备份，存于）
- （英文）—Tanfoglio Combat Manual (German)
- （英文）—Tanfoglio T95 Pictorial
- （简体中文）—D Boy Gun World（槍炮世界）—Tanfoglio系列（页面存档备份，存于）